# Gilles Boyer
Gilles Boyer (Parigi, 4 luglio 1971) è un politico francese.
Eletto come indipendente nelle liste di La République En Marche, è europarlamentare e questore del Parlamento europeo dal 2019.

## Carriera
Dal 2002 al 2004 è stato capo di gabinetto dell'allora sindaco di Bordeaux Alain Juppé, dal 2010 al 2012 segue Juppé come consigliere prima al ministero della difesa e poi a quello degli esteri. Insieme a Édouard Philippe ha scritto due romanzi gialli ispirati alla politica: "L'Heure de vérité" e "Dans l'ombre". Nel 2016 è stato direttore della campagna elettorale di Juppé per le primarie presidenziali de I Repubblicani. Dopo la sconfitta di Juppé e la vittoria di François Fillon diviene tesoriere della campagna di quest'ultimo. Il 2 marzo 2017, però, in seguito agli scandali che colpiscono Fillon, lascia l'incarico. Nel 2017 si candida per I Repubblicani alle elezioni legislative nell'ottavo collegio del dipartimento di Hauts-de-Seine ma viene battuto al secondo turno dal candidato di La République En Marche Jacques Maire. Dopo le elezioni viene nominato consigliere politico del nuovo Primo ministro Édouard Philippe. Nel marzo 2019 si dimette da quest'ultimo incarico dopo aver formalizzato la sua candidatura alle elezioni europee da indipendente nelle liste di La République En Marche. Viene quindi eletto al Parlamento europeo e il 4 luglio 2019 viene eletto questore con 317 voti entrando così nell'ufficio di presidenza del Parlamento presieduto da David Sassoli.